# Герцог ди Бизачча
Герцог ди Бизачча (итал. duca di Bisaccia) — неаполитанский аристократический титул.

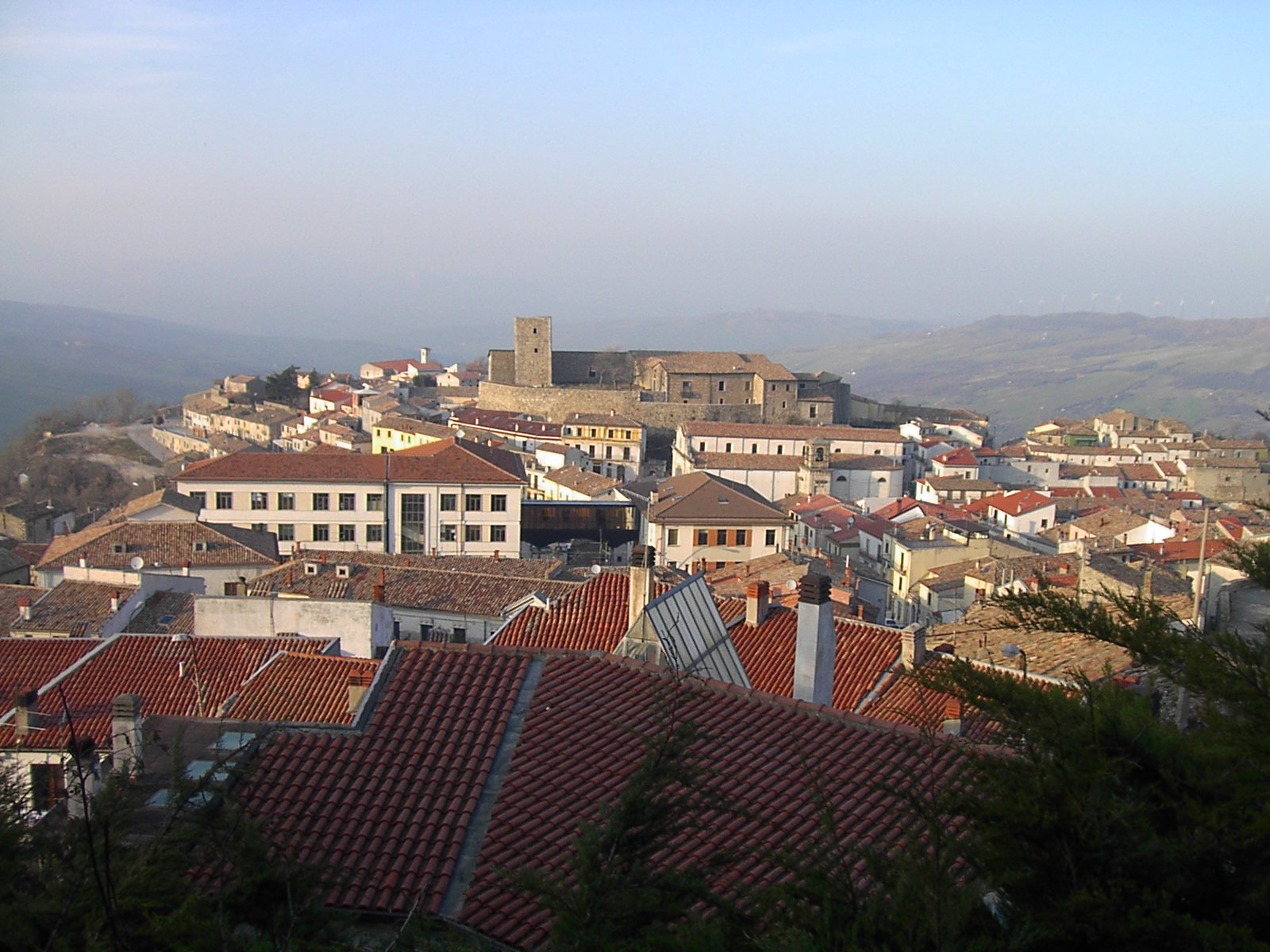
Замок герцогов ди Бизачча

## История титула
Титул герцога ди Бизачча был создан в 1600 году королём Неаполя Филиппом II для Асканио Пиньятелли, маркиза ди Лауро, в знак признания заслуг его отца Шипионе Пиньятелли (ум. 1581) перед Его Католическим Величеством.
В 1801 году линия герцогов пресеклась в лице Казимира Пиньятелли-Эгмонта, и титул унаследовал его внук Луиджи Армандо Пиньятелли из линии графов де Фуэнтес и герцогов ди Сольферино. Он умер в 1809 году, не оставив наследников, и земля Бизачча перешла к неаполитанской короне.
Дипломом короля Обеих Сицилий Фердинанда II от 16 мая 1851 титул герцога ди Бизачча был восстановлен для Состена Мари Шарля де Ларошфуко унаследовавшего права на него от дома Монморанси-Лавалей, поскольку возможность наследования по женской линии была предусмотрена дипломом 1600 года.
24 ноября 1855 Состен де Ларошфуко с титулом герцога ди Бизачча был записан в дворянство князей баварских. Эта линия в мужском потомстве пресеклась в 1995 году со смертью Армана II де Ларошфуко, 4-го герцога ди Бизачча, 7-го герцога де Дудовиля, имевшего только дочь и внебрачного сына.
Герцогами де Бизачча также титуловались представители младшей линии потомков Состена II — его младший сын Эдуар-Франсуа де Ларошфуко (1874—1968) и сын последнего Станислас-Эдуар де Ларошфуко (1903—1965), умерший бездетным.

## Герцоги ди Бизачча

### Дом Пиньятелли

Герб Пиньятелли

1. 1600—1601 — Асканио I Пиньятелли (ок. 1550—1601)
2. 1601—1645 — Франческо I Пиньятелли (ум. 1645), сын предыдущего
3. Асканио II Пиньятелли, сын предыдущего
4. Карло Пиньятелли (ум. 1681), брат предыдущего
5. Франческо II Пиньятелли (1656—1719), сын предыдущего
6. Никколо Пиньятелли (1658—1719), брат предыдущего
7. 1719—1743 — Прокоп-Шарль-Никола-Огюстен Пиньятелли-Эгмонт (1703—1743), сын предыдущего
8. 1743 — Тома-Виктор Пиньятелли-Эгмонт (1725—1743), сын предыдущего
9. 1743—1753 — Ги-Феликс Пиньятелли-Эгмонт (1720—1753), брат предыдущего
10. 1753—1801 — Казимир Пиньятелли-Эгмонт (1727—1801), брат предыдущего
11. 1801—1809 — Луиджи Армандо Пиньятелли (1770—1809), внук предыдущего

### Наследование прав на титул
- Прокоп-Шарль-Никола-Огюстен Пиньятелли-Эгмонт (1703—1743). Жена (1717): Генриетта-Жюли де Дюрфор де Дюрас (1696—1779)
  - Генриетта-Николь-Мари Пиньятелли-Эгмонт (1719—1782). Муж (1738): Мари-Шарль-Луи д'Альбер де Люин (1717—1771), 5-й герцог де Люин
    - Луи-Жозеф-Шарль-Амабль д'Альбер (1748—1807), 6-й герцог де Люин. Жена (1768): Гиона-Жозефина-Элизабет де Монморанси-Лаваль (1755—1830)
      - Полин д'Альбер де Люин (1774—1858). Муж (1788): герцог Матье де Монморанси-Лаваль (1767—1826)
        - Элизабет-Элен-Пьер де Монморанси-Лаваль (1790—1834). Муж (1807): Состен I де Ларошфуко (1785—1864), 2-й герцог де Дудовиль
          - Состен II де Ларошфуко (1825—1908), 4-й герцог де Дудовиль

### Дом де Ларошфуко-Сюржер

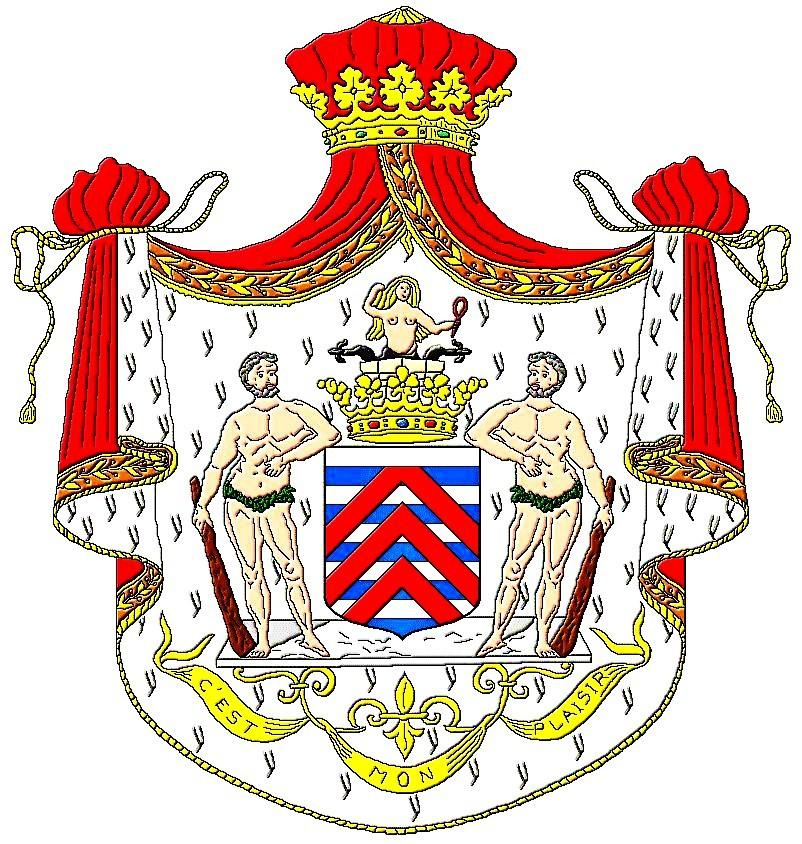
Герб дома де Ларошфуко

1. 1851—1908 — Состен II де Ларошфуко (1825—1908)
2. 1908—1963 — Арман I де Ларошфуко (1870—1963), сын предыдущего
3. 1963—1970 — Состен III де Ларошфуко (1897—1970), сын предыдущего
4. 1970—1995 — Арман II де Ларошфуко (1902—1995), брат предыдущего